# Le Trésor de Brion
Le Trésor de Brion est un roman de littérature jeunesse écrit par Jean Lemieux et publié en 1995,.

## Résumé
Guillaume Cormier, 17 ans, habite aux Îles de la Madeleine. Alors qu'il plonge dans les eaux du fleuve Saint-Laurent, Guillaume trouve une vieille croix argentée qui le met sur la piste d'un trésor. Avec son ami Jean-Denis et son amoureuse Aude, il se lance sur la piste de ce trésor.

## Personnages
- Guillaume Cormier[3]
- Jean-Denis
- Aude
- le curé Turbide
- Bathilde
- Wilfred Bourque

## Prix
Jean Lemieux a remporté le Prix du livre M. Christie en 1996, dans la catégorie des romans pour les douze à dix-sept ans pour le roman Le Trésor de Brion.